# Polysyncraton tenuicutis
Polysyncraton tenuicutis är en sjöpungsart som beskrevs av Kott 200. Polysyncraton tenuicutis ingår i släktet Polysyncraton och familjen Didemnidae. Inga underarter finns listade i Catalogue of Life.